# Droit religieux
Toutes les religions ne connaissent pas de droit religieux, et lorsque c'est le cas, ce peut être avec des sens ou des portées très différentes. Ainsi, le statut « divin » ou « humain » de ces prescriptions, leur rapport à la conscience morale, à la « foi » ou encore à un « salut personnel » peuvent être éminemment dissemblables. Loi juive, loi islamique, droits canons sont de ce point de vue radicalement différents.
Certains pays possèdent une religion d'État ce qui impliquera que l'État soit (dans des mesures variables) lié par la religion officielle et que, par conséquent, il existe un droit religieux d'État. Dans des États séculiers, peuvent exister des normes étatiques régissant certains aspects externes du fait religieux (gestion du temporel des cultes, polices des cultes, etc.) : ce « droit des religions » n'est pas un « droit religieux », mais un droit d'État appliqués aux religions (parfois appelés « droit civil ecclésiastique » dans les pays séculiers de traditions chrétiennes).

## Judaïsme: laHalakha
La loi juive établit une réglementation dans de très nombreux domaines. Toutes les lois sont basées sur les versets de la Torah. Elles sont regroupées dans la Mishna, puis expliquées dans le Talmud et de nombreux livres de commentateurs.
Voici quelques sujets réglementés par la loi juive :
- Commerce, agriculture, travail
- Droits civil, pénal
- Mariage, divorce, fidélité conjugale
- Éthique, morale, idolâtrie
- Prières et bénédictions
- Le Shabbat, les fêtes
- La pureté et l'impureté

Une compilation de ces lois a été réalisée par le rav Yossef Karo dans le Choulhan Aroukh.
La loi juive, dans sa considération divine, ne prévoit pas uniquement des punitions pour avoir exécuté des actions interdites. Elle sanctionne la transgression d'interdits, et également la non-exécution d'actions obligatoires, récompense pour l'exécution des devoirs et aussi pour la non-exécution des interdits.

## Christianisme: droit canonique
Dans le christianisme, les églises catholiques, orthodoxes, et anglicanes sont régies par un droit canonique, chaque fois spécifique, mais non pas toujours d'un accès aisé. Certains droits canoniques seulement ont fait l'objet de codifications, d'ailleurs rarement exhaustives.

## Islam:droit musulman
Les musulmans considèrent traditionnellement le droit musulman comme un élément essentiel de la religion. En principe, le droit musulman ne s'applique qu'aux musulmans. La source traditionnelle du droit musulman est la Charia (« loi divine »). Le Coran est la première source de la jurisprudence islamique ; la seconde est la Sunna, c'est-à-dire les pratiques du prophète, tel que relatées dans les récits sur sa vie. La Sunna n'est pas lui-même un texte comme le Coran, mais elle est extrait de l'analyse du Hadith, les textes qui contiennent les paroles du prophète, ou les récits des actes de ses compagnons.
Les non-musulmans d'un État sous gouvernance musulmane sont parfois soumis au régime juridique de la dhimma (« protection tutélaire »). Ces sujets ont à la fois un statut discriminatoire et protecteur qui leur impose principalement de payer un impôt particulier appelé djizîa et une loyauté envers l'État islamique.

## Droit hindou
Le droit religieux hindou est en grande partie basé sur les Smriti. Il a été découvert par le Royaume-Uni lors de l'occupation militaire de l'Inde, mais son influence a faibli au XXe siècle avec les politiques de sécularisation. Il demeure toutefois appliqué, en particulier en ce qui concerne le statut personnel, et continue à être une source du droit pour le système juridique indien.

## Bahaïsme: les lois baha'ies
Les lois baha'ies sont principalement fondées sur le Kitâb-i-Aqdas (le « livre très saint »). Dans les écrits baha'is, les lois ne sont pas considérées comme un code de conduite contraignant, ou un rituel, mais elles sont décrites par Bahá'u'lláh, le fondateur de la religion, comme un « vin de première qualité », le moyen d'accéder au bonheur.